# گنادی گاربوزوف
گنادی گاربوزوف (روسی: Геннадий Варфоломеевич Гарбузов؛ ۱۱ سپتامبر ۱۹۳۰ – ۲۱ اکتبر ۲۰۰۹ (aged 79)) ورزشکار بوکس اهل روسیه بود.
وی در مسابقات کشوری و بین‌المللی در مجموع برندهٔ ۱ مدال برنز شده‌است.